# Скользящий хеш
Скользящий хеш (англ. rolling hash, также кольцевой хеш) — хеш-функция, обрабатывающая вход в рамках некоторого окна. Получение значения хеш-функции для сдвинутого окна в таких функциях является дешевой операцией. Для пересчета значения требуется знать лишь предыдущее значение хеша, значение входных данных, которые остались за пределами окна, и значение данных, которые попали в окно. Другими словами, если {\displaystyle x=h(a_{1}a_{2}\cdots a_{n})} представляет собой хеш последовательности {\displaystyle a_{1}a_{2}\cdots a_{n}}, то хеш {\displaystyle h(a_{2}a_{3}\cdots a_{n}a_{n+1})} для «сдвинутой» последовательности {\displaystyle a_{2}a_{3}\cdots a_{n}a_{n+1}} может быть получен с помощью легко вычислимой функции {\displaystyle f(x,a_{1},a_{n+1})}.
Возможность быстрого «сдвига» хеша накладывает некоторые ограничения на теоретические гарантии. В частности, показано, что семейства кольцевых хешей не могут быть 3-независимыми; максимум — универсальными или 2-независимыми. Впрочем, для большинства приложений достаточно универсальности (даже приблизительной).
Кольцевой хеш применяется для поиска подстроки в алгоритме Рабина — Карпа, для вычисления хешей N-грамм в тексте, а также в программе rsync для сравнения двоичных файлов (используется кольцевая версия adler-32).

## Полиномиальный хеш
В алгоритме Рабина — Карпа часто используется простой полиномиальный кольцевой хеш, построенный на операциях умножения и сложения:
{\displaystyle h(a_{1}a_{2}\cdots a_{n})=(a_{1}x^{n-1}+a_{2}x^{n-2}+a_{3}x^{n-3}+\cdots +a_{n}x^{0}){\bmod {q}}}.
Чтобы избежать использования целочисленной арифметики произвольной точности, используется арифметика в кольце вычетов по модулю {\displaystyle q}, умещающемуся в одно машинное слово. Выбор констант {\displaystyle x} и {\displaystyle q} очень важен для получения качественного хеша. В исходном варианте хеша предполагалось, что {\displaystyle q} должно быть случайно выбранным простым числом, а {\displaystyle x=2}. Но ввиду того, что алгоритм выбора случайного простого числа не такой простой, предпочитают использовать вариант хеша, в котором {\displaystyle q} является фиксированным простым числом, а {\displaystyle x} выбирается случайно из диапазона {\displaystyle \{0,1,\ldots ,q-1\}}. Дитзфелбингер и др. показали, что такой вариант хеша имеет те же теоретические характеристики, что и исходный. В частности, вероятность совпадения значений хешей двух различных строк {\displaystyle a_{1}a_{2}\cdots a_{n}} и {\displaystyle b_{1}b_{2}\cdots b_{n}} не превосходит {\displaystyle 1/n^{c}}, если {\displaystyle a_{1},\ldots ,a_{n}} и {\displaystyle b_{1},\ldots ,b_{n}} представляют собой целые числа из диапазона {\displaystyle [0,q)}, {\displaystyle q>n^{c+1}} и {\displaystyle x} выбирается действительно случайно.
Удаление старых входных символов и добавление новых производится путём прибавления или вычитания первого или последнего члена формулы (по модулю {\displaystyle q}). Для удаления члена {\displaystyle a_{1}x^{n-1}} хранят заранее посчитанное значение {\displaystyle x^{n-1}{\bmod {q}}}. Сдвиг окна производится путём домножения всего многочлена {\displaystyle h(a_{1}a_{2}\cdots a_{n})} на {\displaystyle x} либо делением на {\displaystyle x} (если {\displaystyle q} простое, то в кольце вычетов возможно вместо деления производить умножение на обратную величину). На практике удобнее всего полагать {\displaystyle q=2^{31}-1} или {\displaystyle q=2^{61}-1} для, соответственно, 32- и 64-битовых машинных слов (это так называемые простые числа Мерсенна). В таком случае операция взятия модуля может быть выполнена на многих компьютерах с помощью быстрых операций побитового сдвига и сложения. Другой возможный выбор — значения {\displaystyle q=2^{32}-5} или {\displaystyle q=2^{64}-59}, для которых тоже существуют быстрые алгоритмы взятия остатка от деления на {\displaystyle q} (при этом диапазон допустимых значений {\displaystyle x} немного сужают). Частое заблуждение — полагать {\displaystyle q=2^{32}}. Существуют семейства строк, на которых хеш с {\displaystyle q=2^{L}} будет всегда давать множество коллизий, независимо от выбора {\displaystyle L}. Эти и другие дальнейшие детали реализации и теоретического анализ полиномиального хеша можно найти в статье об алгоритме Рабина — Карпа.

## Полиномиальный хеш над полем GF(2L)
Данный хеш похож на обычный полиномиальный хеш, но все вычисления в нём производятся в конечном поле {\displaystyle \mathrm {GF} (2^{L})}. Обычно {\displaystyle L} выбирается равным 64. Элементы поля — это числа {\displaystyle 0,1,\ldots ,2^{L}-1}. Сложение в поле реализуется с помощью операции побитового исключающего «или» {\displaystyle \oplus }, а умножение выполняется с помощью операции {\displaystyle a\star b}, которая сначала беспереносно умножает {\displaystyle a} на {\displaystyle b}, а потом берёт остаток от «беспереносного» деления результата на некоторый выбранный фиксированный элемент {\displaystyle q\in \{2^{L},2^{L}+1,\ldots ,2^{L+1}-1\}} (беспереносным делением здесь названа операция, обратная беспереносному умножению). Элемент {\displaystyle q=2^{i_{1}}+2^{i_{2}}+\cdots +2^{i_{k}}} должен быть выбран так, что {\displaystyle L=i_{1}>i_{2}>\cdots >i_{k}\geq 0} и {\displaystyle x^{i_{1}}+x^{i_{2}}+\cdots +x^{i_{0}}} — это неприводимый многочлен над полем {\displaystyle GF(2)} (на поле {\displaystyle \mathrm {GF} (2^{L})} часто смотрят как на множество многочленов над полем {\displaystyle \mathrm {GF} (2)} по модулю произвольного неприводимого многочлена степени {\displaystyle L}). Например, можно положить {\displaystyle q=2^{64}+2^{4}+2^{3}+2+1}. Тогда хеш вычисляется следующим образом:
{\displaystyle h(a_{1}a_{2}\cdots a_{n})=(a_{1}\star x^{n-1})\oplus (a_{2}\star x^{n-2})\oplus \cdots \oplus (a_{n-1}\star x)\oplus a_{n}},
где {\displaystyle x} — это случайно выбранное на этапе инициализации хеша число из диапазона {\displaystyle \{0,1,\ldots ,2^{L}-1\}}, а {\displaystyle x^{m}} — это короткая запись для {\displaystyle x\star x\star \cdots \star x}, где {\displaystyle x} повторён {\displaystyle m} раз. С помощью основной теоремы алгебры можно показать, что вероятность коллизии хешей двух различных строк длины {\displaystyle n} не превосходит {\displaystyle n/2^{L}}. Показано, что на современных процессорах Intel и AMD вся необходимая для хеша арифметика над полем {\displaystyle \mathrm {GF} (2^{L})} может быть эффективно вычислена с помощью инструкций из расширения CLMUL.

## Хеш циклическими полиномами (Buzhash)
Пусть {\displaystyle h'} — какой-то хеш, который отображает символы {\displaystyle a_{1},\ldots ,a_{n}} хешируемой строки в {\displaystyle L}-битовые числа (обычно {\displaystyle L=32} или {\displaystyle L=64}). Хеш циклическими полиномами определяется следующим образом:
{\displaystyle h(a_{1}a_{2}\cdots a_{n})=s^{n-1}(h'(a_{1}))\oplus s^{n-2}(h'(a_{2}))\oplus \cdots \oplus s(h'(a_{n-1}))\oplus h'(a_{n}),}
где {\displaystyle \oplus } — это операция побитового исключающего «или», а {\displaystyle s^{i}(x)} — это операция циклического сдвига {\displaystyle L}-битового числа {\displaystyle x} на {\displaystyle i} битов влево. Несложно показать, что данный хеш кольцевой:
{\displaystyle h(a_{2}a_{3}\ldots a_{n+1})=s(h(a_{1}a_{2}\ldots a_{n}))\oplus s^{n}(h'(a_{1}))\oplus h'(a_{n+1}).}
Главное преимущество этого хеша в том, что он использует только быстрые побитовые операции доступные на многих современных компьютерах. Качество хеша напрямую зависит от выбора функции {\displaystyle h'}. Лемире и Касер доказали, что если функция {\displaystyle h'} выбирается случайно из семейства независимых хеш-функций, то вероятность совпадения хешей двух различных строк длины {\displaystyle n} не превосходит {\displaystyle 1/2^{L-n+1}}. Это накладывает определённые ограничения на диапазон задач, в которых данный хеш может использоваться. Во-первых, длина хешируемых строк должна быть меньше {\displaystyle L}. Для алгоритмов хеширования общего назначения это условие может быть проблемой, но, например, для хеширования {\displaystyle n}-грамм, где {\displaystyle n} обычно не превосходит 16, такое ограничение является естественным (в случае {\displaystyle n}-грамм роль символов играют отдельные лексемы текста). Во-вторых, выбор семейства независимых функций {\displaystyle h'} в некоторых случаях тоже может быть проблемой. Для байтового алфавита свойством независимости обладает семейство функций {\displaystyle h'}, закодированных таблицей из 256-и различных случайных {\displaystyle L}-битовых чисел (выбор функции — это заполнение таблицы). Для хеширования {\displaystyle n}-грамм можно присваивать различные случайные {\displaystyle L}-битовые числа различным лексемам (обычно число разных лексем в таких задачах относительно невелико) и такое семейство хеш-функций {\displaystyle h'} тоже имеет свойство независимости.

## Хеш Рабина
Данный хеш применим только в специальном случае, когда символы хешируемой строки {\displaystyle a_{1}a_{2}\cdots a_{n}} суть числа 0 и 1. Идея хеша в том, чтобы смотреть на входную строку {\displaystyle a_{1}a_{2}\cdots a_{n}} как на многочлен {\displaystyle A(x)=a_{1}x^{n-1}\oplus a_{2}x^{n-2}\oplus \cdots \oplus a_{n-1}x\oplus a_{n}x^{0}} над полем {\displaystyle \mathrm {GF} (2)}, а сам хеш представляет собой взятие остатка от деления {\displaystyle A(x)} на случайно выбранный на этапе инициализации хеша неприводимый многочлен {\displaystyle P(x)} степени {\displaystyle L} над полем {\displaystyle \mathrm {GF} (2)}. По существу это та же процедура, что используется в CRC. Рассмотрим её более подробно.
Результат хеширования строки {\displaystyle a_{1}a_{2}\cdots a_{n}} — это последовательность битов {\displaystyle b_{L-1}b_{L-2}\cdots b_{0}}. Число {\displaystyle L} выбирается простым и достаточно большим, но так чтобы последовательность {\displaystyle b_{L-1}b_{L-2}\cdots b_{0}} умещалась в одно машинное слово (обычно берут {\displaystyle L=31} или {\displaystyle L=61}). Пусть {\displaystyle P(x)=p_{L}x^{L}\oplus p_{L-1}x^{L-1}\oplus \cdots \oplus p_{1}x\oplus p_{0}} представляет собой некоторый неприводимый многочлен степени {\displaystyle L} над полем {\displaystyle \mathrm {GF} (2)}. Обозначим через {\displaystyle p} соответствующее число с битовым представлением {\displaystyle p_{L}p_{L-1}\cdots p_{0}}. Хеш-функция {\displaystyle h(a_{1}a_{2}\cdots a_{n})} определяется как число с битовым представлением {\displaystyle b_{L-1}b_{L-2}\cdots b_{0},} таким что многочлен {\displaystyle B(x)=b_{L-1}x^{L-1}\oplus b_{L-2}x^{L-2}\oplus \cdots \oplus b_{1}x\oplus b_{0}} является остатком от деления многочлена {\displaystyle A(x)=a_{1}x^{n-1}\oplus a_{2}x^{n-2}\oplus \cdots \oplus a_{n-1}x\oplus a_{n}} на многочлен {\displaystyle P(x)}, то есть {\displaystyle B(x)=A(x){\bmod {P}}(x)}.
Несмотря на весьма запутанное определение, хеш Рабина довольно просто реализуем (если неприводимый многочлен {\displaystyle P(x)} уже найден). Вычисления опираются на такое несложное наблюдение: если число {\displaystyle b} с битовым представлением {\displaystyle b_{L-1}b_{L-2}\cdots b_{0}} кодирует многочлен {\displaystyle B(x)=b_{L-1}x^{L-1}\oplus b_{L-2}x^{L-2}\oplus \cdots \oplus b_{1}x\oplus b_{0}}, то число {\displaystyle \mathop {sh} (b)} кодирует многочлен {\displaystyle x\cdot B(x)}, где {\displaystyle \mathop {sh} (b)} обозначает операцию побитового сдвига числа {\displaystyle b} на один бит влево с замещением младшего бита нулём  (не путать с циклическим сдвигом {\displaystyle s}, определённым выше!). Пусть {\displaystyle b=h(a_{1}a_{2}\cdots a_{i})}, и {\displaystyle b_{L-1}b_{L-2}\cdots b_{0}} — это битовое представление {\displaystyle b}. Тогда {\displaystyle h(a_{1}a_{2}\cdots a_{i}a_{i+1})} вычисляется следующим образом:
{\displaystyle \mathop {sh} (b)\oplus a_{i+1},} если {\displaystyle b_{L-1}=0,}
{\displaystyle \mathop {sh} (b)\oplus p\oplus a_{i+1},} если {\displaystyle b_{L-1}=1.}
Хеш является кольцевым. Пусть {\displaystyle b=h(a_{1}a_{2}\cdots a_{n})} и {\displaystyle b_{L-1}b_{L-2}\cdots b_{0}} — это битовое представление {\displaystyle b}. Хеш {\displaystyle h(a_{2}a_{3}\cdots a_{n}a_{n+1})} вычисляется следующим образом:
{\displaystyle \mathop {sh} (b)\oplus a_{n}\oplus (a_{1}\cdot c),} если {\displaystyle b_{L-1}=0,}
{\displaystyle \mathop {sh} (b)\oplus p\oplus a_{n}\oplus (a_{1}\cdot c),} если {\displaystyle b_{L-1}=1,}
где {\displaystyle c} — это {\displaystyle L}-битовое число, битовое представление которого соответствует многочлену {\displaystyle x^{n}{\bmod {P}}(x)}. Число {\displaystyle c} вычисляют заранее при инициализации хеша строки длины {\displaystyle n}.
Главная сложность — случайным образом выбрать неприводимый многочлен {\displaystyle P(x)} степени {\displaystyle L}. Рабин описал эффективный алгоритм, позволяющий это сделать, и доказал, что вероятность коллизии хешей двух различных строк длины {\displaystyle n} при случайном выборе {\displaystyle P(x)} не превосходит {\displaystyle n/2^{L}}.
Отметим, что данный хеш часто путают с полиномиальным хешем из-за схожей области применения, рассмотрения многочленов и общего автора.